# Evil Toons
Evil Toons is een Amerikaanse liveaction animatiefilm en komische horrorfilm uit 1992, geschreven en geregisseerd door Fred Olen Ray. De film is een luchtige parodie op traditionele spookhuisfilms.

## Plot
In de jaren 1930 hangt Gideon Fisk zichzelf op in de kelder van zijn landhuis, ogenschijnlijk uit woede tegen een bezeten boek gemaakt van menselijke huid. In het heden worden vier vrouwelijke studenten ingehuurd om het verlaten huis in een weekend schoon te maken. Bij aankomst vinden ze een vreemde dolk in een kist in de kelder. Die nacht bezorgt de geest van Gideon het boek bij hen. De vrouwen ontdekken dat het boek vol staat met tekeningen van bizarre monsters, waaronder sommige in seksuele handelingen.
Wanneer een bezwering uit het boek wordt voorgelezen, komt een van de tekeningen tot leven als een tekenfilmfiguur. Het wezen valt de vrijgevochten Roxanne aan, neemt haar fysieke vorm aan na haar dood, en doet hetzelfde met haar vriend Biff. Het demonische wezen wil de zielen van iedereen in het huis verzamelen om zichzelf en zijn soortgenoten uit het boek te bevrijden. De vrouwen bellen hun baas Burt na het vinden van Biffs lichaam, maar hij wordt ook door het wezen gedood. Het wezen doodt uiteindelijk alle vrouwen behalve de onervaren Megan.
Gideon keert terug en helpt Megan de demon te verslaan door hem met de dolk te doorboren. Megan vernietigt het boek door het in de open haard te gooien, waardoor de demon wordt uitgeroeid. Gideon legt uit dat hij de kracht van een sterfelijke nodig had om het boek te vernietigen en zijn vloek te beëindigen, waarna hij naar het hiernamaals vertrekt. De slachtoffers van de demon worden de volgende ochtend weer tot leven gewekt, met de gebeurtenissen als slechts een nachtmerrie in hun herinneringen. De buurman Hinchlow brengt zijn televisie langs om zaterdagochtendcartoons te kijken, wat Megan doet schreeuwen van angst.

## Release
Op 4 mei 2010 bracht Infinity Entertainment Group de 20e Verjaardag Editie uit op dvd.

## Ontvangst
De film ontving overwegend negatieve recensies. Rotten Tomatoes rapporteert een score van 29% op basis van 7 recensies, met een gemiddelde beoordeling van 3,29/10. Critici bekritiseerden het acteerwerk, de dialogen en de animatiekwaliteit, evenals het feit dat de animatie slechts sporadisch in de film voorkomt.
Het boek Creature Feature, een encyclopedie van horrorfilms uit 2000, gaf de film twee van de vijf sterren en beschreef het als een armzalig excuus voor een film die de talenten van Carradine en Miller verspilde.

## Rolverdeling
| Acteur                    | Personage         |
| ------------------------- | ----------------- |
| David Carradine           | Gideon Fisk       |
| Monique Gabrielle         | Megan             |
| Madison Stone             | Roxanne           |
| Barbara Dare (Stacey Nix) | Jan               |
| Arte Johnson              | Mr. Hinchlow      |
| Dick Miller               | Burt              |
| Suzanne Ager              | Terry             |
| Don Dowe                  | Biff Bullock      |
| Michelle Bauer            | Vrouw van Burt    |
| Fred Olen Ray             | Stem van de demon |